# Girl Who Got Away
Girl Who Got Away là album phòng thu thứ tư của nữ ca sĩ kiêm sáng tác người Anh, Dido. Album này phát hành tại khu vực Châu Âu vào ngày 4 tháng 3 năm 2013, và tại Hoa Kỳ vào ngày 26 tháng 3 năm 2013 bởi hãng đĩa RCA Records. Đây là sản phẩm tiếp sau album Safe Trip Home vào năm 2008. Khâu thu âm cho album bắt đầu từ năm 2009 và kết thúc vào năm 2012, tại các phòng thu tại Luân Đôn và California. Dido đứng ra đảm nhận phần đồng sản xuất cho album và nhận được sự trợ giúp từ rất nhiều nhà sản xuất khác, nổi bật có Jeff Bhasker, Jon Brion, Greg Kurstin, Rick Nowels, Plain Pat, Rollo, cùng nhiều cái tên khác. Album mang hơi hướng nhạc Pop cùng với Electropop và trip-hop.
"Girl Who Got Away" nhận được nhiều phản ứng tích cực từ phía các nhà phê bình âm nhạc, những người tán dương phần "giai điệu mang tiết tấu nhanh thân thuộc" và phần giọng hát của Dido trong album, trong khi số khác lại khẳng định album này vẫn "chưa tạo nên đột phá nào". Album làm khá tốt về mặt thương mại; khi mở đầu tại vị trí thứ năm tại Anh Quốc, giúp cho Dido sở hữu cả bốn album của mình đạt được thành tích trên. Album được xếp hạng số một ở Thụy Sĩ (Romandie). Album còn đạt vị trí Á quân tại Thuỵ Sĩ và Đức và vị trí thứ 32 tại Billboard 200, Hoa Kỳ. Ngoài ra, album còn đạt đến top 20 tại Úc, Ireland và New Zealand.
Album phát hành đĩa đơn quảng bá mang tên "Let Us Move On" (hợp tác cùng Kendrick Lamar), trong khi đĩa đơn đầu tiên của album mang tên "No Freedom" được phát hành vào tháng 1 năm 2013 và đạt vị trí thứ 51 tại UK Singles Chart. Đĩa đơn thứ hai, "End of Night" phát hành vào tháng 5 năm 2013, nhưng thất bại trong việc leo lên bất cứ bảng xếp hạng nào ở Anh nhưng lại có xuất hiện tại bảng xếp hạng Bỉ. Để quảng bá cho album, Dido liên tiếp tham gia nhiều phần trình diễn trực tiếp và trên các chương trình trên đài phát thanh, như ở Jimmy Kimmel Live!, Heart London, Magic Radio, và BBC Radio 2.

## Bối cảnh sản xuất
Dido có tiết lộ không lâu sau khi phát hành album Safe Trip Home việc đang thu âm những bài hát mới tại phòng thu, có nằm trong album thứ tư của cô sắp tới. Vào tháng 7 năm 2009, Dido tiết lộ album mới sẽ có loại nhạc điện tử và mang màu sắc khác hẳn album trước. Tháng 9 năm 2010, cô cho ra mắt đĩa đơn mới, "Everything to Lose" dưới dạng tải nhạc số, đồng thời, ca khúc cũng xuất hiện trong phần nhạc phim Sex and the City 2. Vào tháng 1 năm 2011, Dido tiếp tục cho ra mắt một bản nhạc mới nữa, mang tên "If I Rise", trình bày cùng với nhà sản xuất A.R. Rahman, video ca nhạc cũng xuất hiện sau đó không lâu.
Dido sau đó thông báo thông qua trang web chính thức của mình rằng việc thu âm cho album mới được diễn ra tại Luân Đôn và California và một vài chất liệu âm nhạc mới được thu âm tại chính phòng khách sạn của cô, với một chiếc đàn điện tử và một chiếc mic-rô. Cô cũng diễn tả album của mình là một sản phẩm "ngông cuồng đầy niềm vui với giai điệu điện tử". Trong buổi phỏng vấn cùng Daily Mail, cô cũng tiết lộ album mới sẽ có sự hợp tác sản xuất của Rollo Armstrong, Sister Bliss, Lester Mendez, A. R. Rahman, Rick Nowels, Greg Kurstin, Brian Eno và Jeff Bhasker và album đang trong quá trình hoàn thành.

## Cấu trúc album

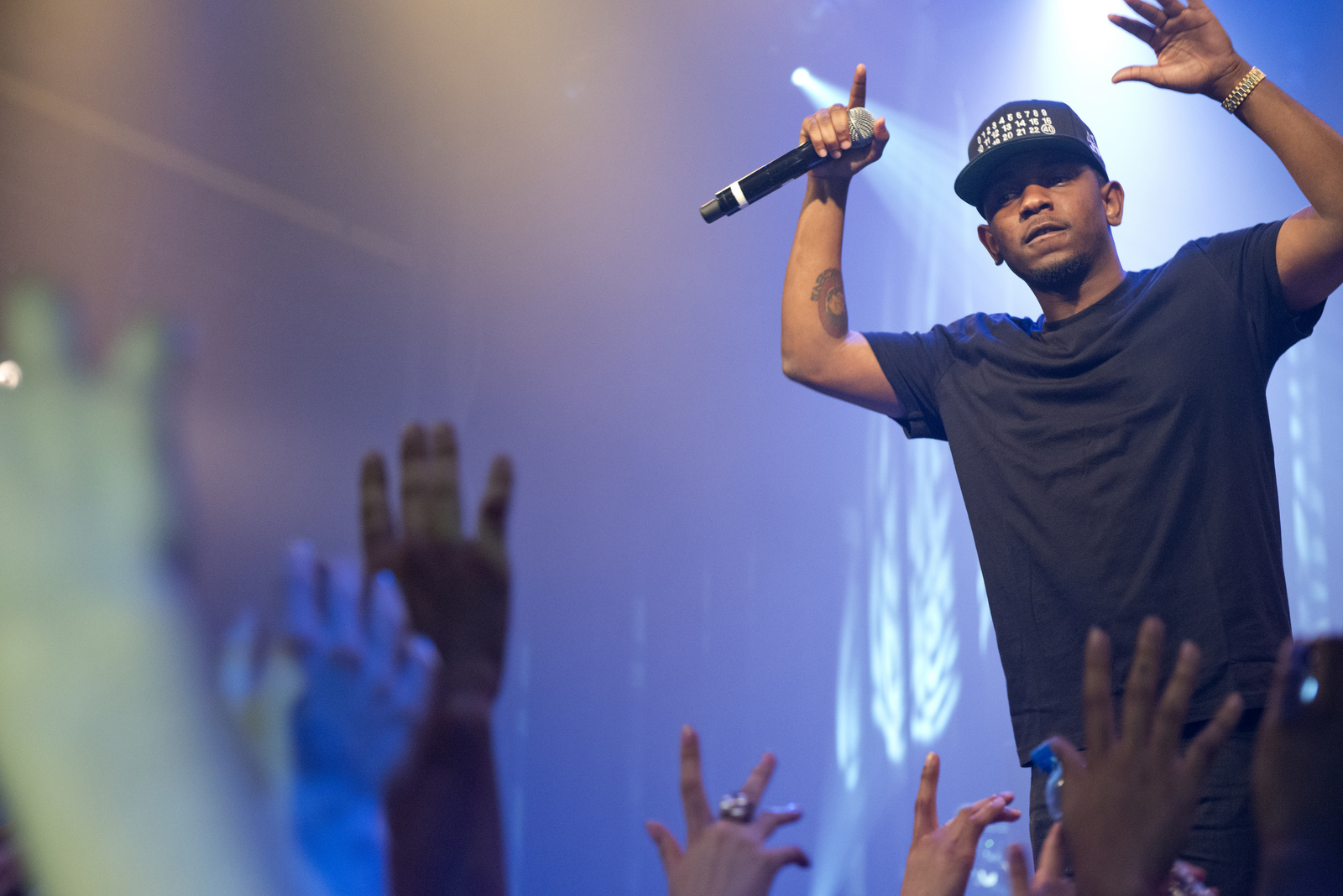
Rapper Kendrick Lamar có tham gia xuất hiện trong bản "Let Us Move On".

Bài hát đầu tiên và cũng là đĩa đơn đầu tiên trích từ album, "No Freedom" được bắt đầu bằng tiếng guitar mộc và được sáng tác bởi Rick Nowels, người từng sáng tác bản nhạc ăn khách của cô, "White Flag" (2003). Ca khúc có tiếng guitar nhẹ nhàng cùng nhịp trung, khi Dido muốn người đàn ông của mình biết rằng mối quan hệ này không thể thành trừ khi anh để cho cô ấy tự do. Với bản cùng tên album, phần hợp âm được nổi lên nhẹ nhàng khi Dido ước cô cô có thể là "cô gái đã bỏ đi", trong làn nhạc điện tử nhẹ nhàng. Trong phần điệp khúc, cô có hát, "I wanna move with the seasons/And go with the flow". Rapper Kendrick Lamar, cũng xuất hiện trong bản "Let Us Move On", một bản trip-hop nổi bật trong album Phần dạo đầu uốn lượn và phần khoảng trống trong bản "Blackbird" làm nền cho giọng hát của cô cùng lời nhạc về góc khuất của tình yêu ("Why do I bring you love, when all you give me back is pain?", cô hát). Trong khi "End of Night", có phần đồng sáng tác của Greg Kurstin có phần điệp khúc sử dụng hiệu ứng tiếng vang, cùng Kurstin trong làn nhạc electropop.
Bản "Sitting on the Roof of the World" lại mang tiếng đàn guitar xuyên suốt bài, phản chiếu cuộc sống của một ngôi sao nhạc pop thành công, và "không biết tại sao mình lại đạt đến đó hay làm thế nào để rời đi," nhấn mạnh việc cô chỉ muốn "hoà nhập" vào cuộc sống của một người bình thường. Ca khúc cũng là một trong những giây phút lắng đọng của Dido, khi cô hát "Everyone says I was lucky to have got there/ as not many can/ I’d be lying if I said I didn’t miss it now and then." "Love to Blame" mang tiếng nhịp gõ và có dòng lời "there’s time enough for new things yet," cùng nhiều hiệu ứng âm thanh mới lạ. "Go Dreaming" là ca khúc viết về sự vươn lên khỏi những điều chống lại bạn, trong khi "Happy New Year" nói về việc nhớ nhung người yêu cũ, người đã mất hay vắng mặt, Hai bản cuối, "Loveless Heart" và "Day Before We Went to War," là những bản lắng đọng của album.

## Quảng bá
Phần bìa chính thức của album được phát hành vào ngày 9 tháng 1 năm 2013. Vào ngày 17 tháng 12 năm 2012, Dido cho phát hành đĩa đơn quảng bá duy nhất của album, "Let Us Move On" hợp tác cùng với Kendrick Lamar. "No Freedom" được chọn làm đĩa đơn đầu từ album trên đài BBC Radio 2 lúc 11:30 sáng giờ GMT, ngày 11 tháng 1 năm 2013. Video ca nhạc được Ethan Lader đạo diễn. Đĩa đơn được phát hành sau đó vào ngày 18 tháng 1. "End of Night" được phát hành dưới dạng đĩa đơn thứ hai từ album vào ngày 5 tháng 5 năm 2013.
Vào tháng 12 năm 2012, Dido trình diễn phiên bản acoustic của những ca khúc từ album của cô trong chương trình Live from Abbey Road. Tháng sau đó, Dido trình diễn ca khúc trước nhiều hãng đĩa độc quyền tại Mayfair. 20 tháng 2 năm 2013, Dido trình diễn "No Freedom" và "White Flag" trong chương trình Jimmy Kimmel Live!. Một ngày sau đó, Dido xuất hiện trong chương trình phát thanh "Morning Becomes Eclectic" của đài KCRW. Cuối tháng 2, Dido tiếp tục xuất hiện trong hàng loạt các chương trình phát thanh tại Anh nhằm quảng bá cho album của mình, như Heart London, Magic Radio, và BBC Radio 2. Ngày 27 tháng 2, trọn bộ album được giới thiệu trên Digital Spy.

## Ý kiến chuyên môn
| Đánh giá chuyên môn  | Đánh giá chuyên môn |
| Điểm trung bình      | Điểm trung bình     |
| Nguồn                | Đánh giá            |
| -------------------- | ------------------- |
| Metacritic           | 59/100              |
| Nguồn đánh giá       |                     |
| Nguồn                | Đánh giá            |
| Allmusic             | [ 34 ]              |
| BBC Music            | (tích cực)          |
| Digital Spy          | [ 16 ]              |
| Entertainment Weekly | B+                  |
| The Guardian         | [ 12 ]              |
| The Independent      | [ 35 ]              |
| musicOMH             | [ 14 ]              |
| The New York Times   | (trái chiều)        |
| The Observer         | [ 15 ]              |
| PopMatters           | (4/10)              |

Girl Who Got Away nhận dược nhiều đánh giá từ trái chiều cho đến tích cực từ phía các nhà phê bình âm nhạc. Tại Metacritic, album đạt 59 trên 100 điểm trung bình, dựa trên 12 bài đánh giá. Stephen Thomas Erlewine từ Allmusic dành tặng album 4 (trên 5 sao) và viết rằng, "trong khi album trước của cô ấy, Safe Trip Home là một sản phẩm mà cô muốn tặng cho bố mình, thì Girl Who Got Away lại là một album nhạc sôi động cho một đêm tiệc tùng vui vẻ," đồng thời cũng khen ngợi Dido trong việc "biến chuyển đổi từ sự nhẹ nhàng trước đây để trở nên đột phá, tạo cảm giác dễ chịu khi thưởng thức lần sản xuất này," Robert Copsey từ Digital Spy cho album 4 trên 5 sao, tán dương phần "giai điệu mang tiết tấu nhanh thân thuộc và giọng hát mộng mị" cũng như hơi thở sôi động của album. Caroline Sullivan từ The Guardian gọi đây là "một album của Dido khiến bạn không còn muốn nghe thêm bất bài gì từ ai khác nữa" và gọi nó "hấp dẫn một cách bất ngờ."
Laurence Green của musicOMH có viết "Về mặt album thì sản phẩm lần này không có nhiều đột phá --tự thân nó cũng không muốn đột phá gì thêm." Nick Levine của BBC Music cho một bài đánh giá tích cực, khi viết, "Dù phải thừa nhận rằng, album có những bản mộng mị như No Freedom, nhưng nó cũng có cho mình những bản nặng ký cùng với giai điệu mạnh mẽ với chủ đề u sầu không ngờ đến." Andy Johnson của PopMatters đánh giá album 4/10 sao, viết rằng, "là một album nửa vời, chưa biết bộc lộ, hay ở sự xuất hiện của Kendrick Lamar trong 'Let Us Move On', khiến người nghe cảm thấy nhàm chán."

## Diễn biến thương mại
Girl Who Got Away đạt đến top 5 trên 7 bảng xếp hạng album lớn nhỏ, giúp Dido có 4 album làm được kì tích này tại Anh. Tại UK Albums Chart, album đạt đến vị trí thứ 5, trở thành album thứ tư của cô đạt đến top 5, nhưng là album đạt hạng thấp nhất (tất cả các album trước của cô đều đạt đến top 3). Tại Pháp, album đạt hạng cao hơn, khi mở đầu tại đó và đạt đến vị trí thứ 3, hệt như vị trí cao nhất của album trước, Safe Trip Home, (2008). Tại Đức, album mở đầu và đạt đến vị trí thứ hai tại Swiss Albums Chart, tuy nhiên không thể tiếp nối danh sách album đạt đầu bảng tại đó, (cùng với Life for Rent và Safe Trip Home), trở thành album duy nhất của cô không thể đạt đến vị trí đầu bảng.
Tại Úc, album chỉ đạt đến vị trí thứ 12, trở thành album duy nhất của cô không thể đạt top 10. Tại Canada, nó đạt đến vị trí thứ 10, trở thành album thứ 4 liên tiếp của cô đạt đến top 10, nhưng lại là album có thứ hạng thấp nhất. Tại Hoa Kỳ, nó chỉ đạt đến vị trí thứ 32, trở thành album duy nhất của cô không lọt vào top 20, cũng là album có thứ hạng thấp nhất của cô. Tính đến nay, album đã bán hơn 470.000 bản trên toàn thế giới.

## Danh sách bài hát
| STT | Nhan đề                                        | Sáng tác                                                      | Nhà sản xuất        | Thời lượng |
| --- | ---------------------------------------------- | ------------------------------------------------------------- | ------------------- | ---------- |
| 1.  | "No Freedom"                                   | Dido Armstrong, Rick Nowels                                   | Rollo, Dido, Nowels | 3:16       |
| 2.  | "Girl Who Got Away"                            | D. Armstrong, Rollo Armstrong                                 | Dido, Rollo         | 3:23       |
| 3.  | "Let Us Move On" (hợp tác cùng Kendrick Lamar) | D. Armstrong, R. Armstrong, Jeff Bhasker, Lamar, Pat Reynolds | Rollo, Dido         | 4:10       |
| 4.  | "Blackbird"                                    | D. Armstrong, R. Armstrong                                    | Rollo, Dido         | 4:09       |
| 5.  | "End of Night"                                 | D. Armstrong, Greg Kurstin                                    | Kurstin             | 3:58       |
| 6.  | "Sitting On the Roof of the World"             | D. Armstrong, Nowels, R. Armstrong                            | Rollo, Dido         | 3:18       |
| 7.  | "Love to Blame"                                | D. Armstrong, R. Armstrong, John Harrison, Vera Bohl          | Rollo, Dido, P*Nut  | 4:36       |
| 8.  | "Go Dreaming"                                  | D. Armstrong, R. Armstrong, Nowels                            | Rollo, Dido         | 4:24       |
| 9.  | "Happy New Year"                               | D. Armstrong, Kurstin, R. Armstrong                           | Kurstin             | 3:29       |
| 10. | "Loveless Hearts"                              | D. Armstrong, R. Armstrong                                    | Rollo, Dido         | 3:05       |
| 11. | "Day Before We Went to War"                    | D. Armstrong, R. Armstrong, Brian Eno                         | Rollo, Dido         | 5:12       |

| Các bản bổ sung theo phiên bản đặc biệt | Các bản bổ sung theo phiên bản đặc biệt                    | Các bản bổ sung theo phiên bản đặc biệt              | Các bản bổ sung theo phiên bản đặc biệt | Các bản bổ sung theo phiên bản đặc biệt |
| STT                                     | Nhan đề                                                    | Sáng tác                                             | Nhà sản xuất                            | Thời lượng                              |
| --------------------------------------- | ---------------------------------------------------------- | ---------------------------------------------------- | --------------------------------------- | --------------------------------------- |
| 12.                                     | "Let Us Move On" (Bản phối của Jeff Bhasker and Plain Pat) | D. Armstrong, R. Armstrong, Bhasker, Lamar, Reynolds | Bhasker, Plain Pat                      | 4:32                                    |
| 13.                                     | "All I See" (hợp tác cùng Pete Miser)                      | D. Armstrong, Pete Ho                                | Dido, Rollo, Miser                      | 3:44                                    |
| 14.                                     | "Just Say Yes"                                             | D. Armstrong, Lester Mendez, R. Armstrong            | Rollo, Dido                             | 3:35                                    |
| 15.                                     | "Let's Runaway"                                            | D. Armstrong, Kurstin                                | Kurstin                                 | 4:23                                    |
| 16.                                     | "Everything to Lose" (Bản phối của Armin Van Buuren)       | D. Armstrong, Ayalah Bentovim, R. Armstrong          | Rollo, Dido, Sister Bliss               | 5:55                                    |
| 17.                                     | "Lost"                                                     | D. Armstrong, Jon Brion, Matt Chamberlain            | Brion                                   | 4:17                                    |

| Bản bổ sung trên cửa hàng iTunes | Bản bổ sung trên cửa hàng iTunes              | Bản bổ sung trên cửa hàng iTunes | Bản bổ sung trên cửa hàng iTunes | Bản bổ sung trên cửa hàng iTunes |
| STT                              | Nhan đề                                       | Sáng tác                         | Nhà sản xuất                     | Thời lượng                       |
| -------------------------------- | --------------------------------------------- | -------------------------------- | -------------------------------- | -------------------------------- |
| 18.                              | "No Freedom" (Bản phối lại của Benny Benassi) | D. Armstrong, Nowels             | Rollo, Dido, Nowels              | 5:58                             |

| Bản bổ sung của Amazon MP3 và tại Nhật Bản | Bản bổ sung của Amazon MP3 và tại Nhật Bản | Bản bổ sung của Amazon MP3 và tại Nhật Bản | Bản bổ sung của Amazon MP3 và tại Nhật Bản | Bản bổ sung của Amazon MP3 và tại Nhật Bản |
| STT                                        | Nhan đề                                    | Sáng tác                                   | Nhà sản xuất                               | Thời lượng                                 |
| ------------------------------------------ | ------------------------------------------ | ------------------------------------------ | ------------------------------------------ | ------------------------------------------ |
| 18.                                        | "No Freedom" (Bản phối lại của Tom Swoon)  | D. Armstrong, Nowels                       | Rollo, Dido, Nowels                        | 5:58                                       |

Ghi chú
- "Love to Blame" có chứa một phần nhạc mẫu của bài "Sex Tonight" của Brian Martin.

## Diễn biến trên bảng xếp hạng và các chứng nhận
| Các bảng xếp hạng (2013)                 | Thứ hạng cao nhất |
| ---------------------------------------- | ----------------- |
| Album Úc (ARIA)                          | 12                |
| Album Áo (Ö3 Austria)                    | 6                 |
| Album Bỉ (Ultratop Vlaanderen)           | 14                |
| Album Bỉ (Ultratop Wallonie)             | 7                 |
| Canadian Albums                          | 10                |
| Croatian International Albums            | 4                 |
| Croatian Overall Albums                  | 19                |
| Czech Republic Albums                    | 12                |
| Album Đan Mạch (Hitlisten)               | 23                |
| Album Phần Lan (Suomen virallinen lista) | 45                |
| Album Pháp (SNEP)                        | 3                 |
| Album Đức (Offizielle Top 100)           | 2                 |
| Greek Albums                             | 16                |
| Album Hungaria (MAHASZ)                  | 3                 |
| Album Ireland (IRMA)                     | 14                |
| Album Ý (FIMI)                           | 24                |
| Mexican Albums Chart                     | 56                |
| Netherlands (MegaCharts)                 | 8                 |
| Album New Zealand (RMNZ)                 | 11                |
| Album Na Uy (VG-lista)                   | 8                 |
| Album Ba Lan (ZPAV)                      | 5                 |
| Album Scotland (OCC)                     | 6                 |
| South Korea Albums Chart                 | 46                |
| South Korea International Albums Chart   | 6                 |
| Album Tây Ban Nha (PROMUSICAE)           | 13                |
| Album Thụy Điển (Sverigetopplistan)      | 20                |
| Album Thụy Sĩ (Schweizer Hitparade)      | 2                 |
| Thụy Sĩ (Romandie Charts)                | 1                 |
| Taiwan International Albums Chart        | 4                 |
| Album Anh Quốc (OCC)                     | 5                 |
| US Billboard 200                         | 32                |
| US Billboard Internet Albums             | 12                |

| Các bảng xếp hạng (2013)        | Vị trí |
| ------------------------------- | ------ |
| Belgian Albums Chart (Wallonia) | 93     |
| Hungarian Albums Chart          | 76     |
| Swiss Albums Chart              | 76     |

| Quốc gia                                                                           | Chứng nhận | Số đơn vị/doanh số chứng nhận |
| ---------------------------------------------------------------------------------- | ---------- | ----------------------------- |
| Ba Lan (ZPAV)                                                                      | Vàng       | 0*                            |
| Anh Quốc (BPI)                                                                     | Bạc        | 60.000^                       |
| * Chứng nhận dựa theo doanh số tiêu thụ. ^ Chứng nhận dựa theo doanh số nhập hàng. |            |                               |

| Khu vực  | Ngày               | Dạng            | Hãng đĩa    |
| -------- | ------------------ | --------------- | ----------- |
| Anh Quốc | 4 tháng 3 năm 2013 | Tải nhạc số, CD | RCA Records |